# (4001) Ptolemaeus
(4001) Ptolemaeus (1949 PV) – planetoida z pasa głównego asteroid okrążająca Słońce w ciągu 3,46 lat w średniej odległości 2,29 j.a. Odkryta 2 sierpnia 1949 roku.